# Лим Чан-Юр
Лим Чан-Юр, другой вариант — Лим Чан Юр (13 сентября 1903 года, Корея — 21 августа 2000 года) — звеньевой колхоза «Правда» Верхне-Чирчикского района Ташкентской области, Узбекская ССР. Герой Социалистического Труда (1954).

## Биография
Родился в 1903 году в крестьянской семье в Корее. В раннем возрасте осиротел. Позднее вместе с родственниками эмигрировал в Приморскую область Российской империи.
В 1922 году окончил семилетнюю корейскую школу. С 1924 года занимался батрачеством у зажиточных крестьян в Ольгинском уезде. С 1927 года — работник рыболовецкого промысла, с 1932 года трудился маслобойщиком на маслозаводе в Будённовском районе. В 1937 году депортирован на спецпоселение в Ташкентскую область Узбекской ССР. С 1938 года — грузчик Наманганского отделения Заготзерна Фергансской области. С 1940 года трудился рядовым колхозником, звеньевым полеводческого звена в колхозе имени газеты «Правда» Верхне-Чирчикского района.
За выдающиеся трудовые достижения в 1952 году награждён Орденом Ленина (1953).
В 1953 году звено Лим Чан-Юра получило в среднем с каждого гектара по 120,4 центнеров зеленцового стебля джута на участке площадью 15,2 гектара. Указом Президиума Верховного Совета СССР от 8 февраля 1954 года удостоен звания Героя Социалистического Труда с вручением ордена Ленина и золотой медали «Серп и Молот».
Участвовал во Всесоюзной выставке ВДНХ.
Трудился в колхозе имени газеты «Правда» до выхода на пенсию. Персональный пенсионер союзного значения.
Скончался в августе 2000 года. Похоронен на кладбище бывшего колхоза имени газеты «Правда».
Награды
- Герой Социалистического Труда
- Орден Ленина — дважды (1953, 1954)
- Орден Трудового Красного Знамени (1951)
- Бронзовая медаль ВДНХ